# Supercampeonato Goiano de Futebol
Supercampeonato Goiano é como ficaram conhecidos os campeonatos goianos não reconhecidos pela Federação Goiana de Futebol, com exceção da edição de 1952. 
Assim como ocorria no Campeonato Paulista de Futebol, a Federação Goiana de Futebol organizava um Campeonato Goiano entre clubes da capital e alguns convidados. Desse modo, ela decidiu criar o Campeonato do Interior para reunir os campeões em um torneio.
Surgiu então uma espécie de Taça Competência goiana, em que o campeão do campeonato goiano enfrentava o campeão do interior, e futuramente o campeão do citadino de Anápolis (Liga Anapolina). O vencedor deste torneio era proclamado Campeão do Estado de Goiás. Porém, como em São Paulo, a Federação Goiana de Futebol reconhece como campeões goianos apenas os times que ganharam o campeonato goianiense.

## A primeira edição
A primeira edição do legítimo Campeonato Goiano, conhecido erroneamente como Supercampeonato, ocorreu em 1948 (título referente à 1947). Naquele ano, apenas dois times disputaram: Atlético (campeão goiano) e União Operária (campeã do interior).
A União Operária, que atualmente se chama Anápolis Futebol Clube, se sagrou campeã em pleno Estádio Olímpico Pedro Ludovico. Ao bater o Atlético por 3 a 2.

### Controvérsias
Pesquisas recentes feitas pelo site Futebol de Goyaz mostram que esses torneios eram os verdadeiros goianos da época, atestando que os Campeonatos Goianos que conhecemos eram apenas citadinos. Porém a FGF continua afirmando que os citadinos são os campeonatos goianos. Ou seja, esses torneios são considerados Supercampeonatos Goianos para alguns pesquisadores.

## Lista de campeões

### Campeonato Goiano
| Edição | Ano  | Campeão              | Vice-campeão | Terceiro lugar |
| ------ | ---- | -------------------- | ------------ | -------------- |
| 1ª     | 1947 | União Operária       | Atlético     | —              |
| 2ª     | 1957 | América de Morrinhos | Atlético     | Ipiranga       |
| 3ª     | 1959 | Goiânia              | Ipiranga     | Ceres          |
| 4ª     | 1960 | Goiânia              | Anapolina    | Inhumas        |
| 5ª     | 1961 | Vila Nova            | Botafogo     | Ipiranga       |

### Super Campeonato Goiano
| Edição | Ano  | Campeão | Vice-campeão | Terceiro lugar |
| ------ | ---- | ------- | ------------ | -------------- |
| 1ª     | 1952 | Goiânia | Atlético     | Anapolina      |